# Osornophryne occidentalis
Osornophryne occidentalis é uma espécie de anfíbio anuro da família Bufonidae. Não foi ainda avaliada pela Lista Vermelha do UICN. É endémica do Equador.